# Australopithecus afarensis
Australopitecus afarensis este o specie extinctă de australopitecine care a trăit cu aproximativ 3,9-2,9 milioane de ani în urmă, în Pliocen, în Africa de Est.. Primele fosile au fost descoperite în anii 1930, dar descoperirile majore de fosile au avut loc în anii 1970. Din 1972–1977, Expediția Internațională de Cercetare Afar – condusă de antropologii Maurice Taieb, Donald Johanson și Yves Coppens – a descoperit câteva sute de exemplare de hominin în Hadar, Etiopia, cel mai semnificativ fiind scheletul extrem de bine conservat AL 288-1 („Lucy”) și situl AL 333 („Prima familie”). 
În 1978 specia a fost descrisă pentru prima dată, și descrierea a fost urmată de argumente pentru scindarea exemplarelor în diferite specii având în vedere gama largă de variație care au fost atribuite dimorfismului sexual (diferențe între masculi și femele). Probabil  A. afarensis descinde din A. anamensis și, posibil, a dat naștere la Homo, deși acestă ipoteză este dezbătută.

## Descoperiri

### Lucy
Descoperit de D. Johanson în 1974, la Hadar, Etiopia. Perioada estimată: aproximativ acum 3,2 milioane de ani. Lucy (Australopithecus) era o femelă adultă, în jur de 25 de ani. Cam 40% din schelet a fost găsit, pelvisul, femurul (osul coapsei) și osul tibial, toate demonstrând mersul biped. Măsura cam 107 cm (mică pentru specia ei) și cântărea în jur de 28 de kg.

### Laetoli
Descoperit în 1976, la Laetoli, în Tanzania. Perioada apreciată este de aproximativ acum 3,7 milioane de ani. Urmele constau din amprente fosilizate ale labei piciorului, provenind de la doi sau trei hominizi bipezi. Mărimea acestora și lungimea indică faptul că ei aveau cam 140 cm, respectiv 120 cm în înălțime. Mulți oameni de știință susțin că urmele labei piciorului sunt efectiv identice cu acelea ale hominizilor evoluați, în timp ce alții susțin că degetele mari se îndepărtează ușor (ca la maimuțe) și că degetele sunt mai mari decât la hominizi, însă mai scurte decât la maimuțe. S-a făcut o tentativă de atribuire a amprentelor la A. afarensis, fiindcă nu se cunoaște altă specie hominidă din acel timp.